# Unmögliche Lattenkiste

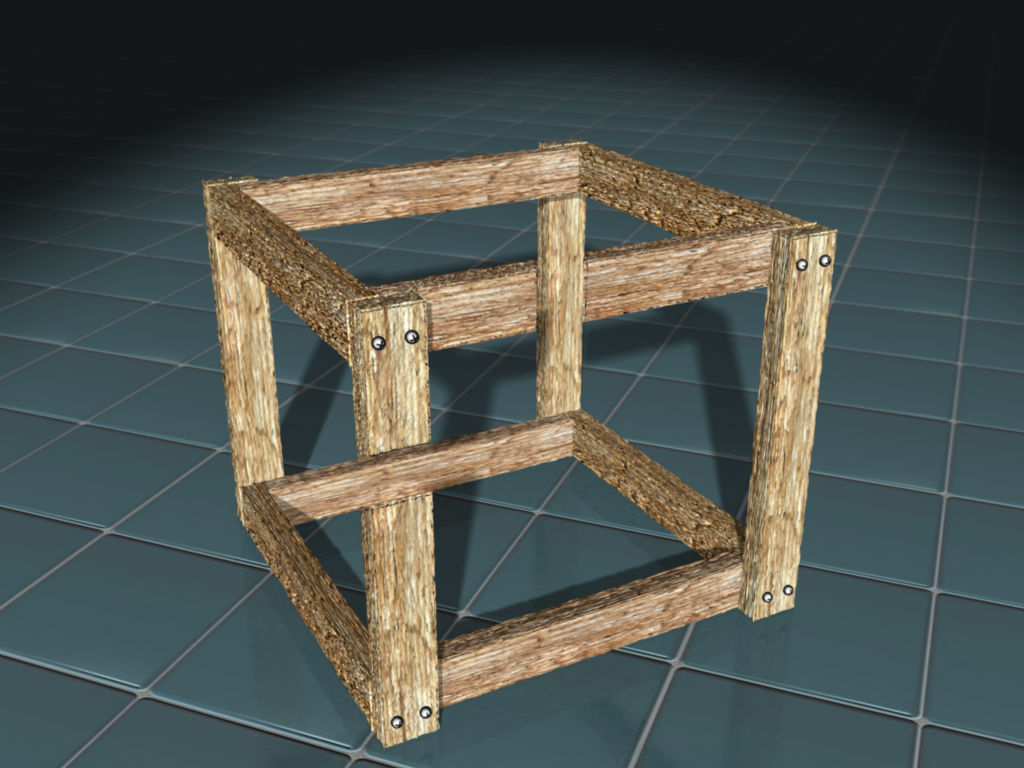
Eine solche Kiste …

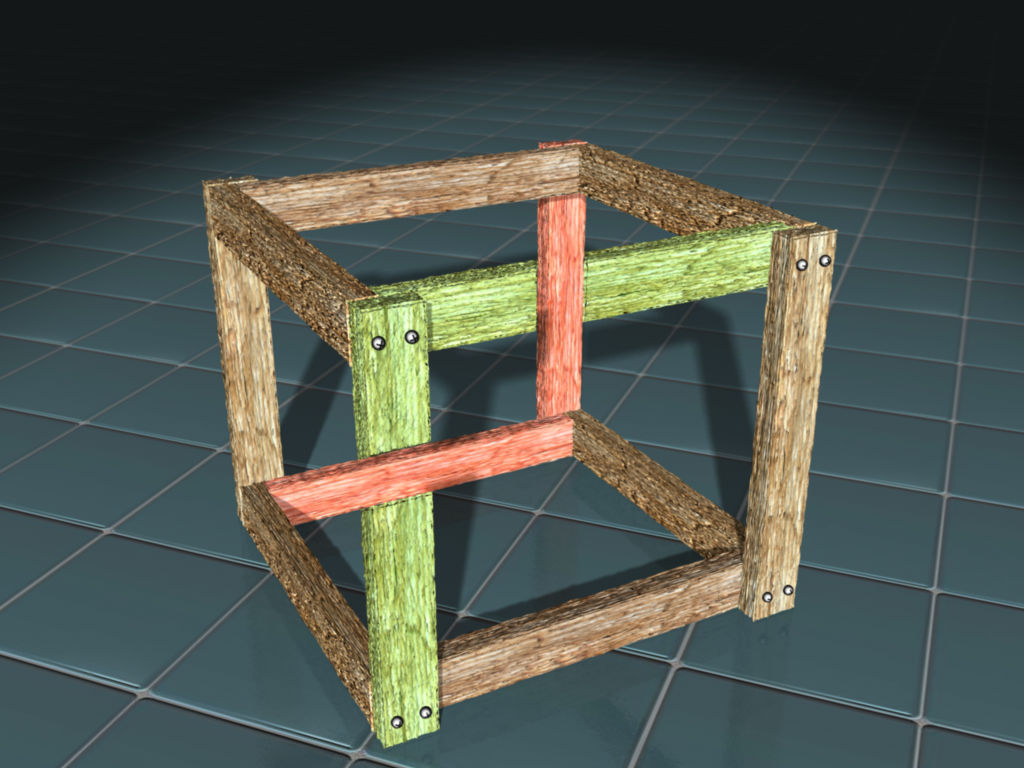
… ist unmöglich …

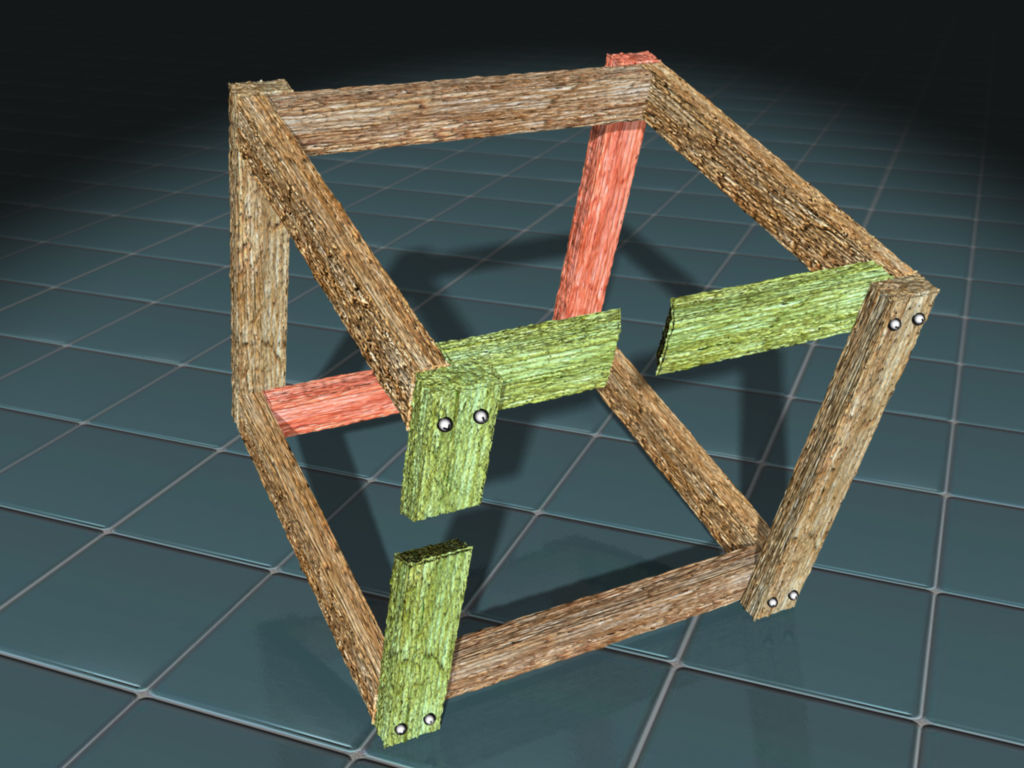
… wenn sie denn eine wäre.

Die Unmögliche Lattenkiste ist eine Unmögliche Figur, also eine dreidimensionale optische Täuschung, die auf der Erfahrung im räumlichen Sehen und der Kenntnis geometrischer Körper und perspektivischer Gesetzmäßigkeiten beruht.

## Das Rätsel
Die Kiste wird dem Betrachter in einer gewissen Entfernung exakt so vorgeführt, wie aus Abbildung 1 ersichtlich. Eine Steigerung des Effekts lässt sich dadurch erzielen, dass sich der Vorführende in die Kiste stellt. Der Betrachter meint nun eine Kiste zu sehen, die aus zwölf Latten die Kanten eines Quaders bildet, der aber so nicht existieren kann.
Die Erfahrung sagt dem Betrachter, dass sowohl die obere vordere Querlatte wie auch die senkrechte Latte links im Vordergrund (in der 2. Abbildung grün) aufgrund der perspektivischen Gesetze optisch vor den anderen Latten liegen muss. Dennoch sieht der Betrachter vermeintlich, dass die senkrechte Latte rechts hinten und die querliegende hinten unten (rot) diese beiden überlagern, was aber unmöglich ist.

## Die Lösung
Die Täuschung basiert darauf, dass die Kiste nicht das ist, was sie zu sein scheint. Kippt man die Kiste etwas, so ist zu erkennen, dass sie nicht aus zwölf durchgängigen Latten besteht. Wie in Abb. 3 verdeutlicht, sind in zwei der Latten Lücken so geschickt gesägt worden, dass man bei der Vorführung durch diese Lücken hindurch die hinten liegenden Latten sehen kann.
Die Illusion gelingt nur bei genügend großem Abstand zum Betrachter und nur dann, wenn dieser sich nicht stark bewegt. Das räumliche Sehen basiert auf dem Abgleich der beiden Einzelbilder des rechten und des linken Auges; diese Einzelbilder werden sich aber mit zunehmendem Abstand des betrachteten Objekts immer ähnlicher, so dass die Tiefe oder Entfernung eines Objekts immer schlechter einschätzbar ist. Wenn sich der Betrachter bewegt, kann er aus der relativen Position der Objekte deren tatsächliche Lage abschätzen: Erfahrungsgemäß bewegen sich weiter entfernte Gegenstände im Blickfeld weniger als nähere.
Durch genügende Entfernung und relative Bewegungslosigkeit, etwa durch eine fixe Kamera, werden dem Betrachter diese Möglichkeiten genommen und seine Sicht praktisch auf zwei Dimensionen reduziert, so dass er auf andere Bezugsgrößen angewiesen ist. Ohne Informationen zur Tiefe ist letztendlich nur eine zweidimensionale Projektion zu sehen, die auf der Basis von Erfahrung mit solchen Projektionen (z. B. Illustrationen in Büchern, aber auch Fernsehbildern) wieder auf die dritte Dimension hochgerechnet wird. Das Bild eines Quaders ist so vertraut, dass etwas, was diesem nur hinreichend ähnlich ist – so, wie die „unmögliche Lattenkiste“ –, unwillkürlich auf die bekannte Form zurückgeführt wird, auch dann, wenn der Verstand einem sagt, dass dies physikalisch unmöglich ist.
Der besonders beeindruckende Effekt solcher „unmöglicher Körper“ wie der Lattenkiste beruht darauf, dass es sich um tatsächliche Körper und nicht bloß um deren Abbildungen handelt, die aber explizit im Hinblick auf die zweidimensionale Projektion (und Täuschung), die sie hervorrufen, konstruiert wurden. Durch die Körperlichkeit wird dem Gesehenen eine größere Glaubwürdigkeit beigemessen, als dies bei einer bloßen flächigen Abbildung der Fall wäre.

## Herkunft und Verwendung
Urheber dieser und weiterer „unmöglicher Körper“ ist der britische Psychologe Richard Gregory, der sich mit Sinneswahrnehmungen und -täuschungen befasste.
Die „Unmögliche Lattenkiste“ diente dem niederländischen Grafiker M. C. Escher als Modell für seine Lithographie „Belvedere“.